# Dark Murders
Pour plus de détails, voir Fiche technique et Distribution.
Dark Murders (Dark Crimes) est un film américano-polonais réalisé par Alexandros Avranas, sorti en 2016. Basé sur un article publié en 2008 par The New Yorker, ce film raconte l'enquête sur l'assassinat d'un homme d'affaires.

## Synopsis
Un puissant homme d'affaires est retrouvé sauvagement assassiné. L'enquête est confiée à Tadek, flic intègre et désabusé, en quête de réhabilitation à la suite d'une précédente affaire qui a mal tourné.

## Fiche technique
- Titre original : Dark Crimes
- Titre français : Dark Murders
- Réalisation : Alexandros Avranas
- Scénario : Jeremy Brock, d'après l'article True Crimes de David Grann
- Direction artistique : Łukasz Trzciński
- Décors : Francesca Balestra Di Mottola, Wojciech Żogała
- Costumes : Mayou Trikerioti
- Photographie : Michał Englert
- Montage : Agnieszka Glińska
- Musique : Richard Patrick
- Production : John Cheng, David Gerson, Brett Ratner, Jeffrey Soros
  - Producteurs délégués : Michael Aguilar, Patrick Murray, Kasia Nabiałczyk, James Packer
  - Producteurs associés : Nicole Montez, Jeremy Brock
  - Producteurs exécutifs : Justyna Pawlak
- Sociétés de production : Dune Entertainment, Opus Film, InterTitle Films, Los Angeles Media Fund
- Sociétés de distribution : Saban Films (États-Unis)
- Budget :
- Pays d'origine :  États-Unis,  Pologne
- Langue originale : anglais
- Format : couleurs
- Genres : thriller, drame
- Durée : 92 minutes
- Dates de sortie :
  -  Pologne : 12 octobre 2016 (festival international du film de Varsovie)
  -  États-Unis : 11 mai 2018
  -  France : 22 mai 2018 (VOD)

## Distribution
Sauf indication contraire, les informations mentionnées dans cette section peuvent être confirmées par la base de données cinématographiques IMDb,  présente dans la section « Liens externes ».
- Jim Carrey : Tadek (VF: Jean-Michel Richaud)
- Charlotte Gainsbourg : Kasia (VF: Chloe Lorstale)
- Marton Csokas : Krystov Kozlow
- Kati Outinen : Malinowska (VF: Audrey Fiorini)
- Vlad Ivanov : Piotr (VF: Bruno Artero)
- Agata Kulesza : Marta (VF: Claire Dodin)
- Robert Więckiewicz : Greger (VF: David Duclos)
- Piotr Głowacki : Wiktor (VF: Franck Fornieles)
- Anna Polony : mère de Tadek
- Zbigniew Zamachowski : Łukasz